# Grande Valley
Grande Valley är en dal i Antarktis. Den ligger i Sydshetlandsöarna. Argentina, Chile och Storbritannien gör anspråk på området. Grande Valley ligger vid sjön Kiteschbach.